# Elecciones autonómicas de España de 2019

Mapa con los partidos que son miembros del gobierno de cada autonomía pasadas las elecciones.

Las elecciones autonómicas de España de 2019 se celebraron el 26 de mayo de 2019, coincidiendo con las elecciones municipales y las elecciones europeas. Se eligieron parlamentarios autonómicos en todas las comunidades autónomas, exceptuando Andalucía, Cataluña, Galicia, Comunidad Valenciana y el País Vasco, además de en las dos ciudades autónomas de Ceuta y Melilla. La Comunidad Valenciana iba a celebrar las elecciones el 26 de mayo, pero en el último momento las adelantó al 28 de abril, para hacerlas coincidir con las elecciones generales de España de abril de 2019.

## Presidentes autonómicos

### Comunidades autónomas
| Comunidad autónoma     | Presidente saliente      | Partido | Partido | Presidente electo         | Partido | Partido |
| ---------------------- | ------------------------ | ------- | ------- | ------------------------- | ------- | ------- |
| Aragón                 | Javier Lambán            |         | PSOE    | Javier Lambán             |         | PSOE    |
| Principado de Asturias | Javier Fernández         |         | PSOE    | Adrián Barbón             |         | PSOE    |
| Canarias               | Fernando Clavijo         |         | CC      | Ángel Víctor Torres       |         | PSOE    |
| Cantabria              | Miguel Ángel Revilla     |         | PRC     | Miguel Ángel Revilla      |         | PRC     |
| Castilla y León        | Juan Vicente Herrera     |         | PP      | Alfonso Fernández Mañueco |         | PP      |
| Castilla-La Mancha     | Emiliano García-Page     |         | PSOE    | Emiliano García-Page      |         | PSOE    |
| Extremadura            | Guillermo Fernández Vara |         | PSOE    | Guillermo Fernández Vara  |         | PSOE    |
| Islas Baleares         | Francina Armengol        |         | PSOE    | Francina Armengol         |         | PSOE    |
| Comunidad de Madrid    | Pedro Rollán*            |         | PP      | Isabel Díaz Ayuso         |         | PP      |
| Región de Murcia       | Fernando López Miras     |         | PP      | Fernando López Miras      |         | PP      |
| Navarra                | Uxue Barkos              |         | GBai    | María Chivite             |         | PSOE    |
| La Rioja               | José Ignacio Ceniceros   |         | PP      | Concha Andreu             |         | PSOE    |

- *Asumió el cargo como interino el 11 de abril de 2019 tras la dimisión de Ángel Garrido. La elegida tras las elecciones fue Cristina Cifuentes.

### Ciudades autónomas
| Ciudad autónoma | Alcalde-presidente saliente | Partido | Partido | PCG             | Alcalde-presidente electo | Partido | Partido                       | PCG                                        |
| --------------- | --------------------------- | ------- | ------- | --------------- | ------------------------- | ------- | ----------------------------- | ------------------------------------------ |
| Ceuta           | Juan Jesús Vivas            |         | PP      | List PP-Ceuta   | Juan Jesús Vivas          |         | PP                            | List PP-Ceuta                              |
| Melilla         | Juan José Imbroda           |         | PP      | List PP-Melilla | Eduardo de Castro         |         | Independiente (Ex-Ciudadanos) | List PSOE-Ceuta CpM Ciudadanos (2019-2021) |

## Gobiernos autonómicos
| Gobiernos el 26 de mayo de 2019 en las 15 autonomías que celebraban elecciones y gobiernos entrantes | Gobiernos el 26 de mayo de 2019 en las 15 autonomías que celebraban elecciones y gobiernos entrantes | Gobiernos el 26 de mayo de 2019 en las 15 autonomías que celebraban elecciones y gobiernos entrantes | Gobiernos el 26 de mayo de 2019 en las 15 autonomías que celebraban elecciones y gobiernos entrantes | Gobiernos el 26 de mayo de 2019 en las 15 autonomías que celebraban elecciones y gobiernos entrantes | Gobiernos el 26 de mayo de 2019 en las 15 autonomías que celebraban elecciones y gobiernos entrantes | Gobiernos el 26 de mayo de 2019 en las 15 autonomías que celebraban elecciones y gobiernos entrantes |
| Gobierno autonómico                                                                                  | Gabinete saliente                                                                                    | Gabinete saliente                                                                                    | Gabinete saliente                                                                                    | Gabinete entrante                                                                                    | Gabinete entrante                                                                                    | Gabinete entrante                                                                                    |
| Gobierno autonómico                                                                                  | Denominación                                                                                         | Partidos que lo componen                                                                             | Partidos que lo componen                                                                             | Denominación                                                                                         | Partidos que lo componen                                                                             | Partidos que lo componen                                                                             |
| --- | --- | --- | --- | --- | --- | --- |
| Diputación General de Aragón                                                                         | Lambán I                                                                                             | | PSOE-Aragón                                                                                          | Lambán II                                                                                            | | PSOE-Aragón                                                                                          |
| Diputación General de Aragón                                                                         | Lambán I                                                                                             | Podemos                                                                                              | PSOE-Aragón                                                                                          | Lambán II                                                                                            | | |
| Diputación General de Aragón                                                                         | Lambán I                                                                                             | | CHA                                                                                                  | Lambán II                                                                                            | | CHA                                                                                                  |
| Diputación General de Aragón                                                                         | Lambán I                                                                                             | PAR                                                                                                  | CHA                                                                                                  | Lambán II                                                                                            | | |
| | | | | | | |
| Gobierno del Principado de Asturias                                                                  | Fernández II                                                                                         | | FSA-PSOE                                                                                             | Barbón I                                                                                             | | FSA-PSOE                                                                                             |
| | | | | | | |
| Gobierno de Canarias                                                                                 | Clavijo I                                                                                            | | CC                                                                                                   | Torres I                                                                                             | | PSOE Canarias                                                                                        |
| Gobierno de Canarias                                                                                 | Clavijo I                                                                                            | NC                                                                                                   | CC                                                                                                   | Torres I                                                                                             | | |
| Gobierno de Canarias                                                                                 | Clavijo I                                                                                            | | PSOE Canarias                                                                                        | Torres I                                                                                             | | Podemos                                                                                              |
| Gobierno de Canarias                                                                                 | Clavijo I                                                                                            | ASG                                                                                                  | PSOE Canarias                                                                                        | Torres I                                                                                             | | |
| | | | | | | |
| Gobierno de Cantabria                                                                                | Revilla III                                                                                          | | PRC                                                                                                  | Revilla IV                                                                                           | | PRC                                                                                                  |
| Gobierno de Cantabria                                                                                | Revilla III                                                                                          | | PSC-PSOE                                                                                             | Revilla IV                                                                                           | | PSC-PSOE                                                                                             |
| | | | | | | |
| Junta de Castilla y León                                                                             | Herrera V                                                                                            | | PPCYL                                                                                                | Mañueco I                                                                                            | | PPCYL                                                                                                |
| Junta de Castilla y León                                                                             | Herrera V                                                                                            | CS                                                                                                   | PPCYL                                                                                                | Mañueco I                                                                                            | | |
| | | | | | | |
| Gobierno de Castilla-La Mancha                                                                       | García-Page I                                                                                        | | PSCLM                                                                                                | García-Page II                                                                                       | | PSCLM                                                                                                |
| Gobierno de Castilla-La Mancha                                                                       | García-Page I                                                                                        | Podemos                                                                                              | | García-Page II                                                                                       | | PSCLM                                                                                                |
| | | | | | | |
| Generalidad de la Comunidad Valenciana                                                               | Puig I                                                                                               | | PSPV-PSOE                                                                                            | Puig II                                                                                              | | PSPV-PSOE                                                                                            |
| Generalidad de la Comunidad Valenciana                                                               | Puig I                                                                                               | Compromís                                                                                            | PSPV-PSOE                                                                                            | Puig II                                                                                              | | |
| Generalidad de la Comunidad Valenciana                                                               | Puig I                                                                                               | | Compromís                                                                                            | Puig II                                                                                              | | Podem                                                                                                |
| Generalidad de la Comunidad Valenciana                                                               | Puig I                                                                                               | EUPV                                                                                                 | Compromís                                                                                            | Puig II                                                                                              | | |
| | | | | | | |
| Junta de Extremadura                                                                                 | Vara II                                                                                              | | PSOE-E                                                                                               | Vara III                                                                                             | | PSOE-E                                                                                               |
| | | | | | | |
| Gobierno de las Islas Baleares                                                                       | Armengol I                                                                                           | | PSIB                                                                                                 | Armengol II                                                                                          | | PSIB                                                                                                 |
| Gobierno de las Islas Baleares                                                                       | Armengol I                                                                                           | | Unites Podem                                                                                         | Armengol II                                                                                          | | Unites Podem                                                                                         |
| Gobierno de las Islas Baleares                                                                       | Armengol I                                                                                           | | MÉS                                                                                                  | Armengol II                                                                                          | | MÉS                                                                                                  |
| | | | | | | |
| Gobierno de la Comunidad de Madrid                                                                   | Garrido I                                                                                            | | PPCM                                                                                                 | Díaz I                                                                                               | | PPCM                                                                                                 |
| Gobierno de la Comunidad de Madrid                                                                   | Garrido I                                                                                            | CS                                                                                                   | PPCM                                                                                                 | Díaz I                                                                                               | | |
| | | | | | | |
| Consejo de Gobierno de la Región de Murcia                                                           | López I                                                                                              | | PPRM                                                                                                 | López II                                                                                             | | PPRM                                                                                                 |
| Consejo de Gobierno de la Región de Murcia                                                           | López I                                                                                              | CS                                                                                                   | PPRM                                                                                                 | López II                                                                                             | | |
| Consejo de Gobierno de la Región de Murcia                                                           | López I                                                                                              | Vox                                                                                                  | PPRM                                                                                                 | López II                                                                                             | | |
| | | | | | | |
| Gobierno de Navarra                                                                                  | Barkos I                                                                                             | | Geroa Bai                                                                                            | Chivite I                                                                                            | | PSN-PSOE                                                                                             |
| Gobierno de Navarra                                                                                  | Barkos I                                                                                             | | EH Bildu                                                                                             | Chivite I                                                                                            | | Geroa Bai                                                                                            |
| Gobierno de Navarra                                                                                  | Barkos I                                                                                             | | IE                                                                                                   | Chivite I                                                                                            | | Podemos                                                                                              |
| | | | | | | |
| Gobierno de La Rioja                                                                                 | Ceniceros I                                                                                          | | PP La Rioja                                                                                          | Andreu I                                                                                             | | PSOE La Rioja                                                                                        |
| | | | | | | |
| Consejo de Ceuta                                                                                     | Vivas V                                                                                              | | PP de Ceuta                                                                                          | Vivas VI                                                                                             | | PP de Ceuta                                                                                          |
| | | | | | | |
| Consejo de Gobierno de Melilla                                                                       | Imbroda IV                                                                                           | | PP Melilla                                                                                           | De Castro I                                                                                          | | CS                                                                                                   |
| Consejo de Gobierno de Melilla                                                                       | Imbroda IV                                                                                           | PSOE Melilla                                                                                         | PP Melilla                                                                                           | De Castro I                                                                                          | | |
| Consejo de Gobierno de Melilla                                                                       | Imbroda IV                                                                                           | CpM                                                                                                  | PP Melilla                                                                                           | De Castro I                                                                                          | | |
| | | | | | | |

## Elecciones por comunidad autónoma
- Elecciones a las Cortes de Aragón
- Elecciones a la Junta General del Principado de Asturias
- Elecciones al Parlamento de Canarias
- Elecciones al Parlamento de Cantabria
- Elecciones a las Cortes de Castilla y León
- Elecciones a las Cortes de Castilla-La Mancha
- Elecciones a las Cortes Valencianas
- Elecciones a la Asamblea de Ceuta
- Elecciones a la Asamblea de Extremadura
- Elecciones al Parlamento de las Islas Baleares
- Elecciones a la Asamblea de Madrid
- Elecciones a la Asamblea de Melilla
- Elecciones a la Asamblea Regional de Murcia
- Elecciones al Parlamento de Navarra
- Elecciones al Parlamento de La Rioja